# دنيلسون بريرا نيفيس
دنيلسون بريرا نيفيس (بالبرتغالية: Denílson Pereira Neves‏)، من مواليد 16 فبراير 1988 في ساو باولو في البرازيل، لاعب كرة قدم برازيلي.
بدأ مسيرته الكروية مع نادي ساو باولو في موسم 2005/2006، ولعب معهم 12 مباراة، ومنذ عام 2006 وهو يلعب مع نادي آرسنال الإنجليزي.

## روابط خارجية
- دنيلسون بريرا نيفيس على موقع الاتحاد الدولي (مؤرشف)  (الإنجليزية)
- دنيلسون بريرا نيفيس على موقع قاعدة بيانات كرة القدم.إي يو (الإنجليزية)
- دنيلسون بريرا نيفيس على موقع Soccerbase.com (لاعب) (الإنجليزية)
- دنيلسون بريرا نيفيس على موقع Soccerway.com (الإنجليزية)
- دنيلسون بريرا نيفيس على موقع عالم كرة القدم.نت (الإنجليزية)
- دنيلسون بريرا نيفيس على موقع AS.com (الإسبانية)